# Brothers (film 2015)
Brothers (hindi अग्निपथ) è un film del 2015 diretto da Karan Malhotra, remake di Warrior del 2011.

## Trama
A Mumbai vengono sollevate delle questioni sulla lotta di strada; il presidente sportivo Peter Briganza esprime il suo desiderio di fare della lotta di strada uno sport legale, e decide di aprire un campionato chiamato Right 2 Fight (R2F). Nel frattempo Garson "Gary" Fernandes, un esperto di MMA, ex-alcolizzato in fase di riabilitazione, viene liberato dalla sua prigionia, e suo figlio più giovane Monty viene a prenderlo. Monty diventa teso quando il padre gli chiede di David, fratello maggiore di Monty, poi porta il padre a casa; una volta arrivati, Gary agisce in modo protettivo verso tutti i beni della moglie Maria, morta molti anni prima. David, insegnante di fisica, ha una figlia che soffre di una malattia renale; non potendo ritirare i soldi necessari dalla banca e da altre fonti, decide di partecipare alle lotte di strada, facendo preoccupare sua moglie Jenny. Nel frattempo, Gary comincia a sentire la mancanza della moglie a tal punto che inizia ad avere delle allucinazioni in cui la immagina ancora viva. Gary tenta quindi di incontrare David, ma quest'ultimo sbatte rabbiosamente Monty e Gary fuori di casa.
Si scopre che Monty è figlio illegittimo di Gary; nonostante ciò, Maria amava Monty allo stesso modo di David. I due fratelli avevano un rapporto molto stretto fino ai 18 anni di David e ai 15 anni di Monty. La notte del quindicesimo compleanno di Monty, Gary tornò a casa ubriaco, scusandosi con Maria per aver distrutto la famiglia, ma invece di nominare la moglie nominò l'amante ormai deceduta, Sarah. Maria reagì con rabbia e Gary la colpì, ferendola mortalmente. David, infuriato, respinse Gary e Monty, ritenendoli ugualmente responsabili della morte di sua madre.
David perde il posto di insegnante quando il preside Shobhit Desai viene a sapere del suo coinvolgimento nelle lotte di strada. Monty, che desidera diventare un combattente, viene seguito dall'agente Suleiman Pasha, il quale organizza un incontro con il lottatore Mustafa, in cui purtroppo Monty viene sconfitto. Questo fa infuriare Gary, e Monty decide di lottare nuovamente contro Mustafa, stavolta vincendo e venendo selezionato per l'R2F da Peter Briganza; la lotta viene registrata e caricata su YouTube, e presto Monty diventa una star di internet. Mentre Monty viene allenato per diventare un campione di R2F, anche David decide di diventare un combattente a tempo pieno, e Jenny finisce per assecondarlo. Pasha allena con successo David e fissa un incontro; nel frattempo Monty celebra la sua vittoria in un bar. L'R2F diventa ben presto molto popolare, e combattenti provenienti da tutto il mondo mostrano il loro interesse verso il campionato. David e Monty arrivano in finale. Gary, sentendosi in colpa, lascia l'arena col pensiero di essere il responsabile del conflitto tra i due fratelli. Pasha consiglia a David di non lasciare che il suo rapporto conflittuale con Monty interferisca con la sua vittoria.
L'incontro ha inizio. Sia David che Monty lottano intensamente. David ricorda i bei momenti passati col fratello quando erano giovani, abbassando la guardia; riesce comunque a rompere una spalla a Monty, mostrandosi subito molto preoccupato; tuttavia Pasha gli ordina di continuare a combattere senza pensarci. Gary si precipita da David e gli chiede perdono per i suoi errori, dicendogli di non scaricare la rabbia che prova verso di lui su Monty, ricordandogli che è suo fratello. Per un attimo, David rivede Monty da bambino che gli sorride. Monty, d'altra parte, è deciso nel continuare l'incontro, nonostante la spalla rotta e la vista offuscata. David sconfigge nuovamente Monty e, trattenendolo a terra, gli chiede di smettere di combattere. Monty dà dell'egoista a David, ripensando a come lo allontanò quando Maria morì, e gli chiede di continuare a colpirlo. David viene sommerso dal senso di colpa e dal dolore; commosso fino alle lacrime, si scusa. A questo punto, Monty si arrende e permette a David di vincere il torneo. David e Monty si riconciliano, abbracciandosi.

## Produzione
Il film è stato annunciato in agosto del 2014 tramite twitter dal produttore Karan Johar. Gli stuntman arrivati da Los Angeles, Eric Brown e Justin Yu, hanno coreografato gli stunt del film e le sequenze che prevedono l'MMA.
Per il ruolo di un lottatore di MMA, Kumar ha adottato delle specifiche diete e si è allenato per sei mesi in varie arti marziali come judo, kyudo, aikidō e karate.
L'attore Sidharth Malhotra, con delle sessioni di training di Jujitsu ed aikidō, ha guadagnato 10 kg per il ruolo.

## Accoglienza

### Incassi
Brothers ha incassato Rs.52.08 crore nel weekend di apertura in India, e ₹15.36 crore (2.4 milioni di dollari) internazionalmente. Aggiungendo il guadagno totale in India di 70.30 crore, dopo una settimana il totale degli introiti è stato di 106 crore al botteghino.

## Colonna sonora
La musica è stata composta da Ajay Gogavale e Atul Gogavale, e i testi da Amitabh Bhattacharya.

### Tracce
1. Vishal Dadlani – Brothers Anthem – 5:53
2. Shreya Ghoshal – Gaaye Jaa (Female Version) – 5:42
3. Neeti Mohan, Sonu Nigam – Sapna Jahan – 5:41
4. Chinmayi – Mera Naam Mary Hai (Il mio nome é Mary) – 5:11
5. Mohammed Irfan – Gaaye Jaa (Male Version) – 5:29